# Nevermore (gruppo musicale)
I Nevermore sono  un gruppo musicale progressive metal statunitense, formatosi nel 1992, parzialmente sciolto nel 2011 e di nuovo nelle scene dal 2025. Il loro preciso stile musicale è dibattuto dai fan e dalla critica allo stesso modo.
La band incorpora elementi presi da stili come il thrash, il power e il progressive. Le loro pubblicazioni sono state tutte a cura della Century Media Records.

## Storia del gruppo

### Gli inizi (1992-1998)
I Nevermore nacquero all'inizio degli anni '90, quando alla band Sanctuary furono fatte pressioni dall'etichetta discografica per fargli cambiare stile musicale, spostandolo dall'heavy metal al grunge, che al tempo si pensava avesse più successo grazie a gruppi come i Nirvana.
Due membri della band, il cantante Warrel Dane e il bassista Jim Sheppard, non erano d'accordo con il cambiamento e, crearono il loro personale progetto: i Nevermore.
Verso la fine del 1994, il gruppo assunse una formazione stabile con l'aggiunta del batterista Van Williams e del chitarrista Jeff Loomis, già apparso durante i concerti dei Sanctuary. Nel 1995 i Nevermore registrarono il loro omonimo album per la Century Media Records.
L'esordio ricevette molte attenzioni e diverse recensioni positive, cosicché l'uscita del disco fu seguita da un tour europeo con i Blind Guardian e un tour statunitense con i Death, entrambi gruppi rinomati a livello internazionale.
Un secondo chitarrista, Pat O'Brien, si unì al gruppo nel 1994. Prima registrò l'EP In Memory e, poi, prese parte alle registrazioni del secondo album in studio The Politics of Ecstasy.
Subito dopo O'Brien lasciò i Nevermore per suonare nei Cannibal Corpse e il chitarrista Tim Calvert, che in precedenza aveva suonato per i Forbidden, e già aveva aiutato i Nevermore nei testi delle canzoni, lo rimpiazzò.

### Il successo (1999-2002)

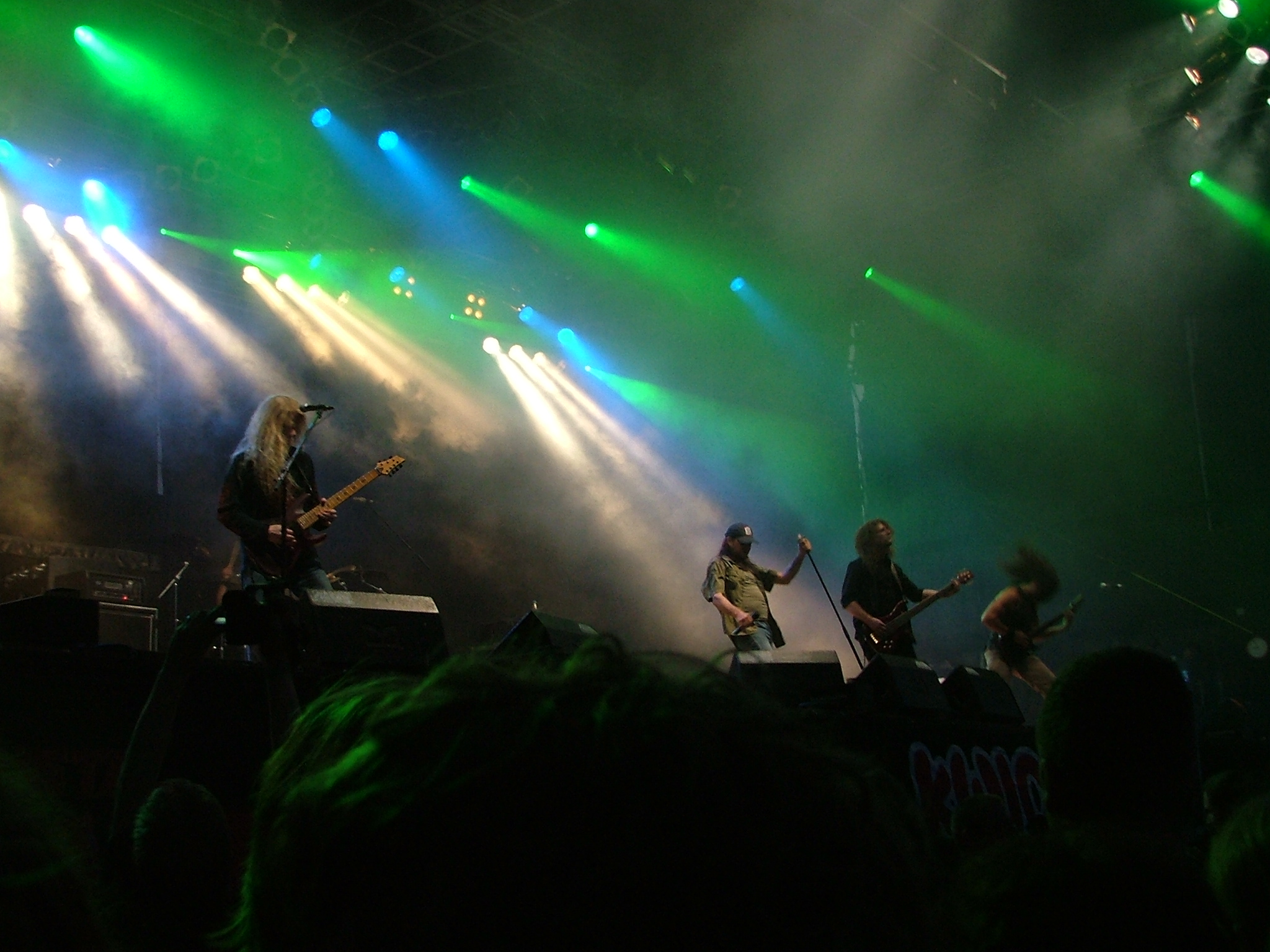
I Nevermore al Summer Breeze Festival a Dinkelsbühl del 2007

Seguirono tre anni senza nessuna pubblicazione, fino al 1999, quando fu pubblicato l'album Dreaming Neon Black.
Ampiamente acclamato, l'album narra la storia del lento declino di un uomo verso la pazzia, conseguenza della morte dell'unica donna che aveva sempre amato.
La tracce di questo album sono varie nello stile, infatti le canzoni vanno dal lento e melodico all'aggressivo e progressivo. Warrel Dane mise molto impegno nell'interpretazione vocale, provocando, a detta di alcuni, varie emozioni attraverso il suo cantato.
I testi dell'album sono in parte un retaggio di eventi della vita reale di Dane, che vide scomparire la sua fidanzata.
Seguì un lungo tour con molti concerti che videro la partecipazione di gruppi come i Mercyful Fate, gli Arch Enemy, gli Iced Earth o gli Opeth.
Dopo la fine del tour, nel 2000, il chitarrista Tim Calvert annunciò l'abbandono dal gruppo, a causa del suo matrimonio.
Invece di trovare un sostituto, la band decise di continuare come quartetto, aggiungendo solamente un chitarrista per i concerti, come Curran Murphy (Annihilator) e Chris Broderick (Jag Panzer).
Nel 2001, i Nevermore proseguirono registrando Dead Heart in a Dead World, che fu seguito da tour con molte band, tra cui i Savatage, assieme ai quali suonarono nel nostro Gods of Metal.

### DaEnemies of RealityaThis Godless Endeavor(2003-2007)
Il loro quinto album, Enemies of Reality, fu pubblicato nel 2003 e rimase in produzione per oltre un anno. Questo album incontrò molte critiche per la sua produzione e fu ripubblicato nel 2005, dopo essere stato mixato da Andy Sneap.
Durante il tour, al gruppo si unì un secondo chitarrista solista, Steve Smyth, precedentemente nei Vicious Rumors e nei Testament; Smyth è poi diventato un componente permanente del gruppo.
Il sesto album, This Godless Endeavor, fu pubblicato nel luglio 2005. I Nevermore parteciparono al Gigantour di Dave Mustaine durante l'estate del 2005.
Nel 2006 hanno suonato con i Disturbed e come gruppo di supporto per gli In Flames. Nell'estate hanno partecipato a diversi festival, tra cui il nostrano Gods Of Metal, il Metal Camp e il Wacken Open Air.
Durante queste date il chitarrista Steve Smyth non ha potuto suonare con la band a causa di un problema ai reni. Per il Gods Of Metal la band si è esibita con solo Jeff Loomis alla chitarra.
Per i successivi festival la band si è esibita con Chris Broderick come session member, rimasto nella band per tutti i futuri spettacoli dal vivo.
Il 12 settembre i Nevermore dovevano esibirsi e registrare il concerto per un futuro DVD, ma il mattino stesso il cantante Warrel Dane è stato ricoverato in ospedale, posticipando così lo spettacolo e la registrazione del DVD di qualche settimana.
Nel 2007 hanno partecipato ad alcuni festival come il nostrano Evolution Festival, il Summer Breeze Open Air ed il Thrash Domination 07 festival in Giappone.
All'Evolution il bassista Jim Sheppard per problemi personali non ha potuto essere presente al festival, venne quindi sostituito da Joey Vera, presente al festival insieme alla sua attuale band Fates Warning.
Per il resto dell'anno il frontman Warrel Dane e il chitarrista Jeff Loomis si sono entrambi singolarmente dedicati a comporre il proprio progetto solista.

### Gli ultimi anni (2008-2017)

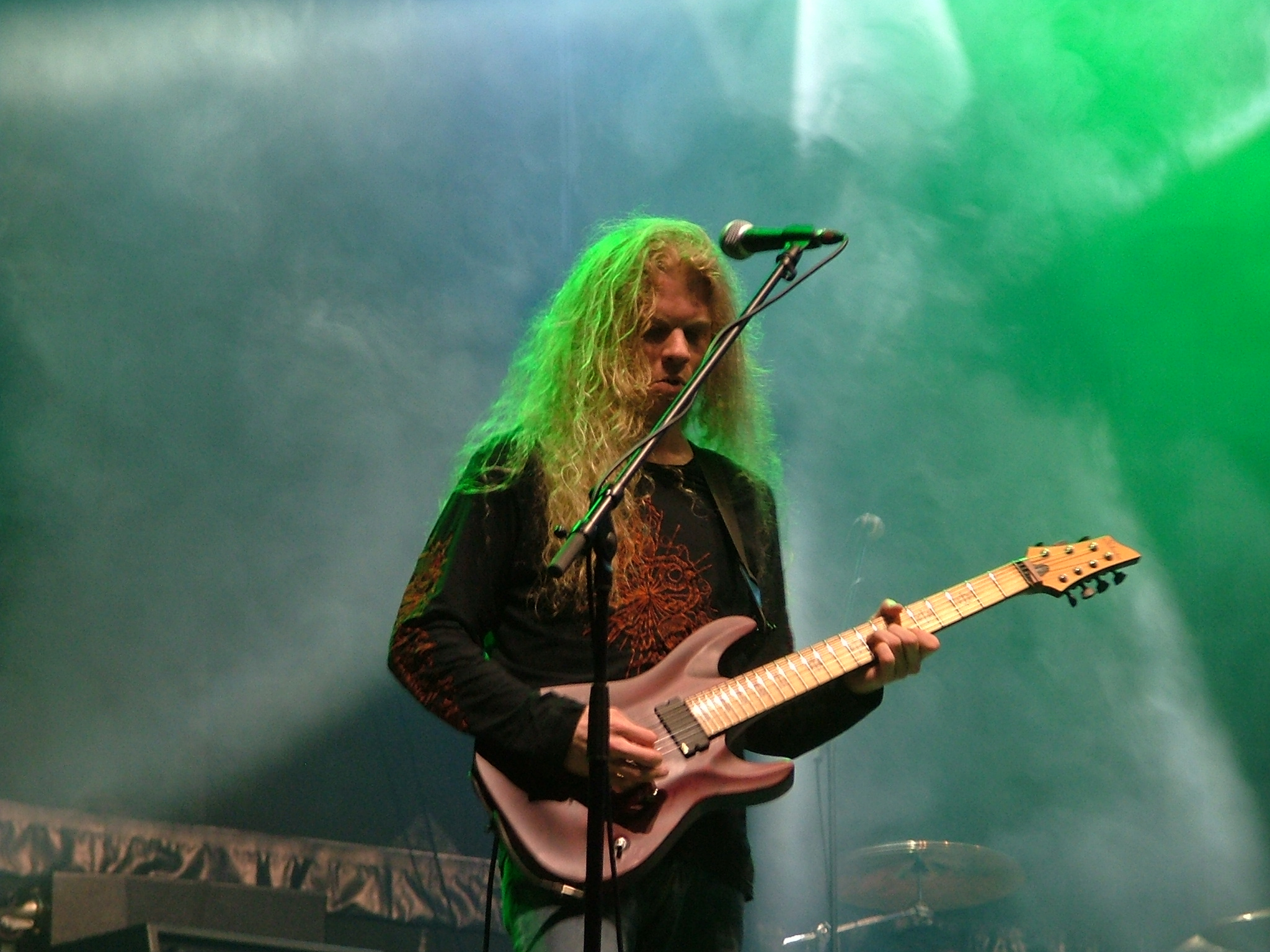
Jeff Loomis con i Nevermore

Il 2 maggio 2008 esce sotto etichetta Century Media Records il primo album solista di Warrel Dane: Praises To The War Machine, registrato assieme al chitarrista Peter Wichers, chitarrista dei Soilwork, turnista per i Killswitch Engage e ora songwriter e produttore in ascesa.
Con lui Dane ha scritto la quasi totalità dei brani inclusi in questo, rivolgendosi per il resto all'ex chitarrista degli Himsa Matt Wicklund, quest'ultimo artefice soprattutto della convincente "metallizzazione" del classico dei The Sisters of Mercy Lucretia My Reflection.
A completare la formazione da studio, il batterista Dirk Verbeuren, già al servizio di Scarve, Soilwork e numerose altre band.
Il 5 settembre 2008 esce sotto etichetta Century Media Records il primo album solista di Jeff Loomis: Zero Order Phase.
Il 20 ottobre 2008 esce sotto etichetta Century Media Records il primo DVD dei Nevermore, contenente l'intero concerto tenuto in Germania nel 2006, extra con i loro spettacoli in numerosi festival, interviste e tutti i videoclip prodotti dalla band.
Questa pubblicazione contiene 2 DVD nella versione base e 4 dischi, 2 DVD e 2 CD, nella versione speciale.
Nell'agosto del 2009 i Nevermore sono entrati in studio per registrare il loro settimo album in studio e, dopo più di 1 anno di assenza dal vivo, hanno partecipato al Wacken Open Air 2009 e ad altri festival europei.
Il 31 maggio 2010 esce The Obsidian Conspiracy, nel periodo estivo la band girerà diversi festival europei tra i quali l'Hell Fest in Francia il Metal Camp in Slovenia e il Bang Your Head!!! in Germania.
Ad aprile 2011 viene data la notizia della separazione dalla band degli originari membri Jeff Loomis e Van Williams a causa di insanabili divergenze stilistiche. Successive dichiarazioni di Warrel Dane nel giugno 2015 comunque spiegano come la separazione sia stata amichevole e non escludono una reunion futura, che a detta del cantante deve assolutamente comprendere Loomis (dal 2014 negli Arch Enemy). Lo stesso Dane e Jim Sheppard sono intanto tornati coi Sanctuary incidendo altri 2 album.
Il 13 dicembre 2017 Warrel Dane muore in seguito ad un arresto cardiaco mentre si trovava in Brasile per le registrazioni del suo album da solista. Il diabete di cui da tempo soffriva aveva irrimediabilmente compromesso la salute del cantante.

## Formazione

### Classica
- Warrel Dane – voce (1992-2011)
- Jeff Loomis – chitarra, cori (1992-2011)
- Jim Sheppard – basso (1992-2011)
- Van Williams – batteria, percussioni (1995-2011)

### Ex componenti
- Mark Arrington – batteria, percussioni (1992-1994)
- Pat O'Brien - chitarra (1994-1996)
- Tim Calvert – chitarra (1997-2000)
- Steve Smyth – chitarra, cori (2004-2007)

### Ex turnisti
- Adam Gardner – percussioni (1995-1996)
- Curran Murphy – chitarra (2000-2001, 2003-2004)
- Chris Broderick – chitarra (2001-2003, 2006, 2007)
- Steve Smyth – chitarra, cori (2002)
- James MacDonough – basso (2006)
- Tim Johnston – basso (2007)
- Attila Vörös – chitarra (2010-2011)
- Dagna Silesia – basso (2011)

## Discografia

### Album in studio
- 1995 – Nevermore
- 1996 – The Politics of Ecstasy
- 1999 – Dreaming Neon Black
- 2000 – Dead Heart in a Dead World
- 2003 – Enemies of Reality
- 2005 – This Godless Endeavor
- 2010 – The Obsidian Conspiracy

### Album dal vivo
- 2008 – The Year of the Voyager

### Raccolte
- 2009 – Manifesto of Nevermore
- 2015 – Original Album Collection
- 2018 – The Complete Collection